# Oliver Weber

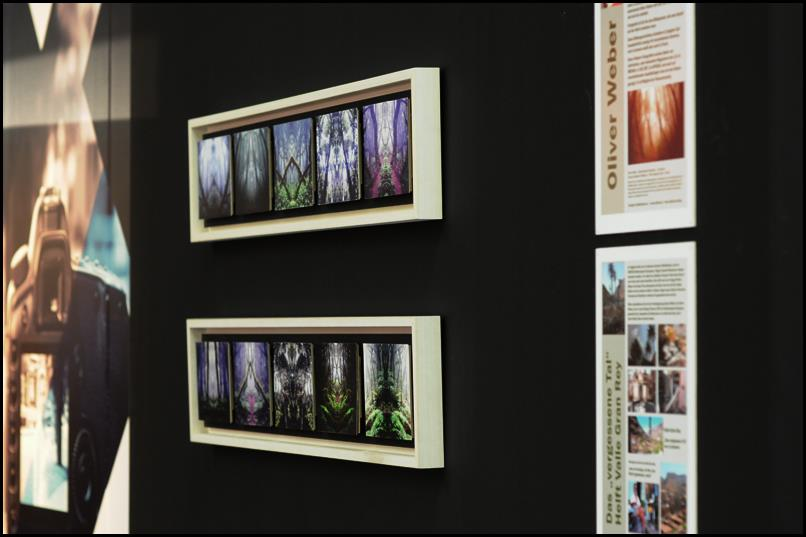
Installation of Oliver Weber's Magical Forest series at the Photokina 2012

Oliver Weber (Múnich, Alemania, 7 de septiembre de 1970) es un fotógrafo, médico y profesor universitario (California University) alemán.
Actualmente vive y trabaja en una de las siete Islas Canarias: La Gomera. Las áreas en las que está especializado son tanto el reportaje como el retrato fotográficos, así como lo que se conoce como “Street photography”. Ha sido más ampliamente conocido gracias a numerosas publicaciones en revistas y otras plataformas conocidas tales como la BBC, ARD, Bertelsmann, Die Zeit, El País, Random House, Stern o Merian. En 2009, se sumó una entrevista con Oliver Weber al proyecto two lens. La lista de fotógrafos que ya estaban incluidos en el proyecto anteriormente, es algo como un who's who de la escena fotográfica contemporánea, como por ejemplo el fotógrafo de Agencia Magnum Martin Parr, o Alec Soth y Amy Stein. No obstante, Oliver Weber es el primer fotógrafo alemán incluido en este proyecto. En 2011 Oliver Weber publicó su segundo libro, analogue, el cual estuvo patrocinado por The Camera Club of New York durante su feria del libro fotográfico en julio de 2011. Weber se dedicará a numerosas exposiciones, tanto en grupo como en solitario como por ejemplo la documenta - una de las exposiciones de arte contemporáneo más importantes del mundo - (exposición colectiva), la Photokina - una feria comercial más grande del mundo sobre las industrias de la fotografía y de la imagen - (exposición individual) y la Bienal de Venecia (2017).

## Exposiciones
- Fidels Kinder, Passau, Alemania (2005)
- Humans, Foto 21 Gallery, Bredevoort, Países Bajos (2007)
- Contactos, Arte Novum Gallery, Göttingen, Alemania (2008)
- Marrakech, Bochum (Alemania) - exposición colectiva, (2011)
- Polaroids, documenta, Kassel, Alemania - exposición colectiva (2012)
- Humans, G.P. Kelly Stiftung, Gammertingen-Harthausen, Alemania (2012)
- Curious Camera Event, ArtsEye Gallery, Tucson, AZ, Estados Unidos (2012)
- Magical Forest, Rotunde, Bochum, Alemania – exposición colectiva (2012)
- Magical Forest, A Smith Gallery, Johnson City, TX, Estados Unidos (2012)
- Magical Forest, Photokina, Cologne, Alemania (2012)
- Social Life at Beach, Affordable Art Fair, Hamburg, Alemania (2012)
- Social Life at Beach, Galerie Lichtkreuzung, Munich, Alemania (2013)
- Social Life at Beach, 8. Internationales Medien Festival, Munich, Alemania (2015)
- Anima Mundi, La Bienal de Venecia, Palazzo Ca’ Zanardi, Venecia, Italia - exposición colectiva, (2017)

## Libros
- Captain Flint, Photo Art Books (2016), ISBN 978-1-32653-811-8
- La Gomera, Havana, Moscow, Kulturbuchverlag (2007), ISBN 978-3-88961-133-8
- Das Fotoshooting-Buch: Menschen & Porträt, Galileo Design Verlag (2009), ISBN 978-3-8362-1392-9
- Social Life at Beach, Creative, Inc. (2013), ISBN 978-1-4928-318-0-8